# Almendros
Almendros é um município da Espanha, na província de Cuenca, comunidade autônoma de Castela-Mancha. Tem 62,9 km² de área e em 2021 tinha 234 habitantes (densidade: 3,7 hab./km²). Limita com os municípios de Almonacid del Marquesado, Puebla de Almenara, Saelices, Torrubia del Campo, Uclés, Villamayor de Santiago e Villarrubio.